# 40 CTC
40 CTC（英語: Cased Telescoped Cannon の頭字語）は、テレスコープ弾を使用するフランスの40 mm速射砲。1994年にCTAインターナショナル コンソーシアムによって開発された。40 CTC砲は、自動装填装置、動力照準およびサーボコンピューターを含むCTAS（Cased Telescoped Armament System、ケース入りテレスコープ弾武装システム）兵器システムの一部である。

## 来歴

### 開発
BAEシステムズとNexterは、1990年代初めに新しい弾薬であるテレスコープ弾を発射できる兵器を開発するために協力することにした。1994年10月18日に、この目的の合弁会社であるCTAインターナショナルが設立された本社はベルサイユにあり、ブールジュの施設には2013年時点で約60名の従業員がいる。
親会社とイギリス国防省MoDおよびフランス装備総局DGAからの資金を受けて40 mm口径の兵器システム一式の開発が進められた。
2008年10月20日に両国の意思表明が行われ、2009年9月10日に技術的取り決めに調印がなされた。弾薬の認定は2013年から2016年にかけて行われる予定だった。

## 特徴
40 mm CTCの特徴は、砲架が比較的軽量で小さく、弾薬の量が適度なことが特徴である。砲身は回転式砲尾、マズルブレーキおよびサーマルスリーブが特徴となっている。単発およびバーストモードで発射でき、−10°から+75°の仰俯角をとることができる。後者の能力から航空機や建物の上階、山の頂上などの高い位置の標的を攻撃することができる。

## 弾薬

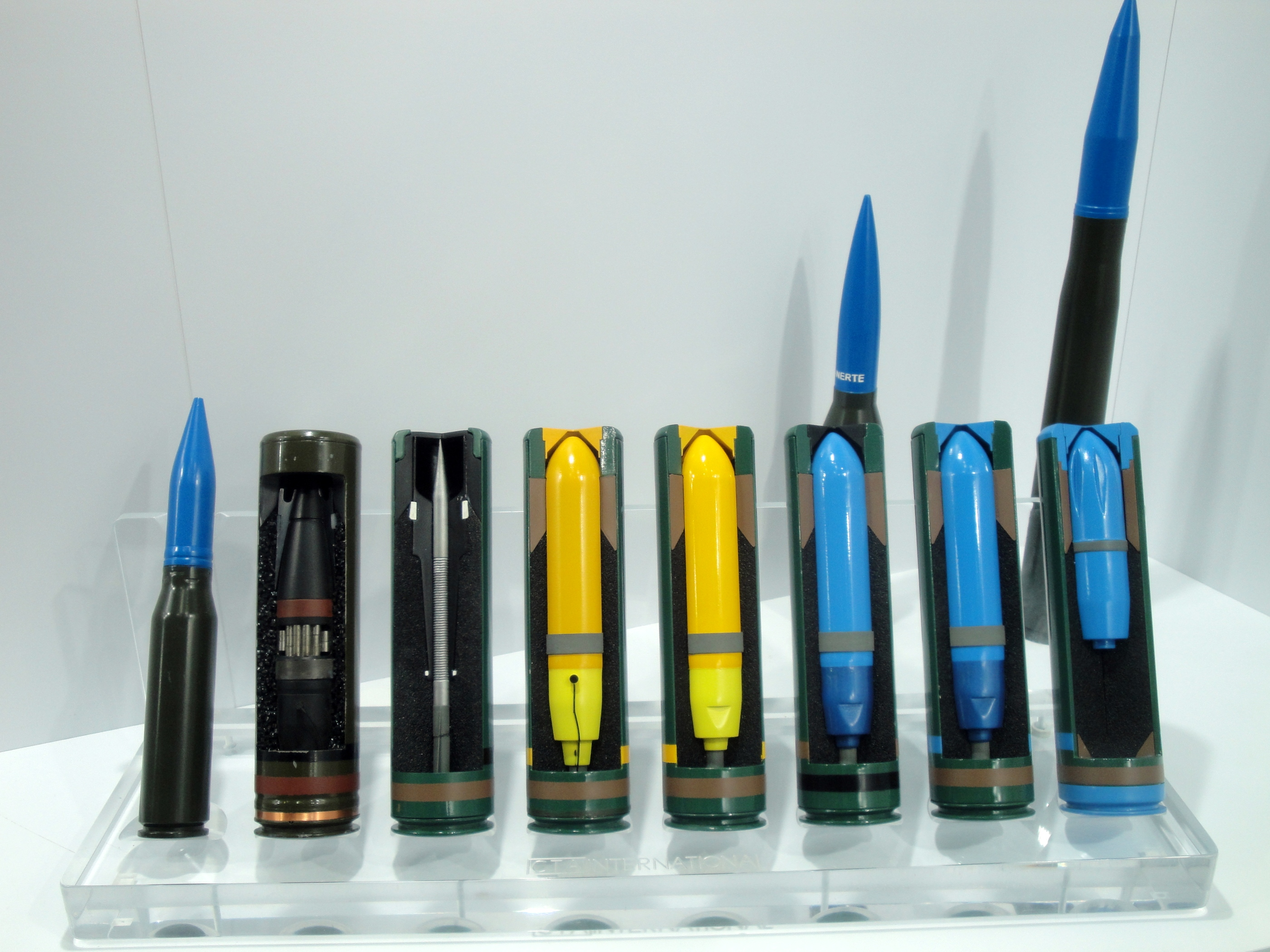
40 mm CTC砲のテレスコープ弾

弾薬は全長255 mmで、薬莢底部で直径65 mmとなっている。弾薬の総重量は、550 gから980 gの弾頭を含めて2 kgとなる。このサイズは25 mm砲弾よりも少々大きい程度である。40 mm CTC弾の小型さは、他の40 mm砲弾と比べて同じ容積で非常に多数の弾薬を運搬することを可能にする。

### CTAS兵器システム向けの65 x 255 mm弾の開発
- A3B-T（Anti Aerial Airburst-Tracer、対空曳火曳光弾）

プログラム可能な事前に断片化された信管付き対空砲弾で、標的の近くで爆発して200個のタングステン球をばら撒く。初速900 m/sで、4,000 mの有効射的を有している。
- APFSDS-T（Armour Piercing Fin Stabilized Discarding Sabot-Tracer、装弾筒付翼安定徹甲曳光弾）

1,500 mの距離で、140 mm（70 mmで60°傾斜）の装甲鋼板を貫通可能なタングステン合金の矢形の弾体。初速1,500 m/sで、2,500 mの有効射程を有している。矢形の弾体は、試験射撃で+45°の角度で発射された際に40 kmの距離を飛翔している。
- GPR-KE-T（General Purpose Round Kinetic Energy Tracer、汎用円頭運動エネルギー曳光弾）

初速1,000 m/sを発揮する980 gの徹甲弾。軽装甲標的に対してAPFSDS-Tの安価な置き換えであり、掩蔽壕や土塁などの非コヒーレント構造物に対しても使用できる。
- GPR-AB-T（General Purpose Round Airburst Tracer、汎用円頭曳火曳光弾）

近接時、衝撃時、または爆発前に貫通させるための遅延時間をプログラム可能なマルチモード信管を備えた破片炸薬弾。1,000mの距離でコンクリート210 mm、装甲鋼15 mmを貫通することが可能である。銃口初速は1,000 m/sで、有効射程は2,500 mである。
- GPR-PD-T（General Purpose Round Point Detonating–Tracer、汎用円頭炸裂曳光弾）

着弾の衝撃で炸裂する高爆発性の破砕弾。1,000 mの距離でコンクリート210 mmないし装甲鋼板15 mmを貫通できる。初速は1,000 m/sで、2,500 mの有効射程を有する。
- TP-T（Target Practice – Tracer、標的訓練曳光弾）

訓練弾、非爆発性の弾頭はGRP-PD-TおよびGPR-AB-Tと同じ弾道特性を有する。初速は1,000 m/sで、最大射程は8,500 mである。
- TPRR-T（Target Practice Reduced Range – Tracer、射程短縮型標的訓練曳光弾）

射程を短くした訓練弾で、非爆発性の弾頭はGRP-PD-TおよびGPR-AB-Tと同じ弾道特性を有する。初速は1,000 m/sを超えるが、最大射程は6,500 mを超えない。

## 統合

### 車両
イギリス陸軍およびフランス陸軍向けの40 CTASを装備した3種類の走行車両が開発されている：
- ウォーリア装甲戦闘車275両に40 CTAS搭載の砲塔を装備して更新するために2021年から2029年にかけて受領される。2021年3月22日、イギリス政府はこの更新計画の中断を発表した[6]。
- エイジャックス、装甲装軌偵察戦闘車両、2021年に40 CTASを搭載して245両が計画された[7]。
- EBRC ジャグアがT-40砲塔を装備している[8]。フランス陸軍に300両、ベルギー陸軍が60両を調達する。

### 砲塔

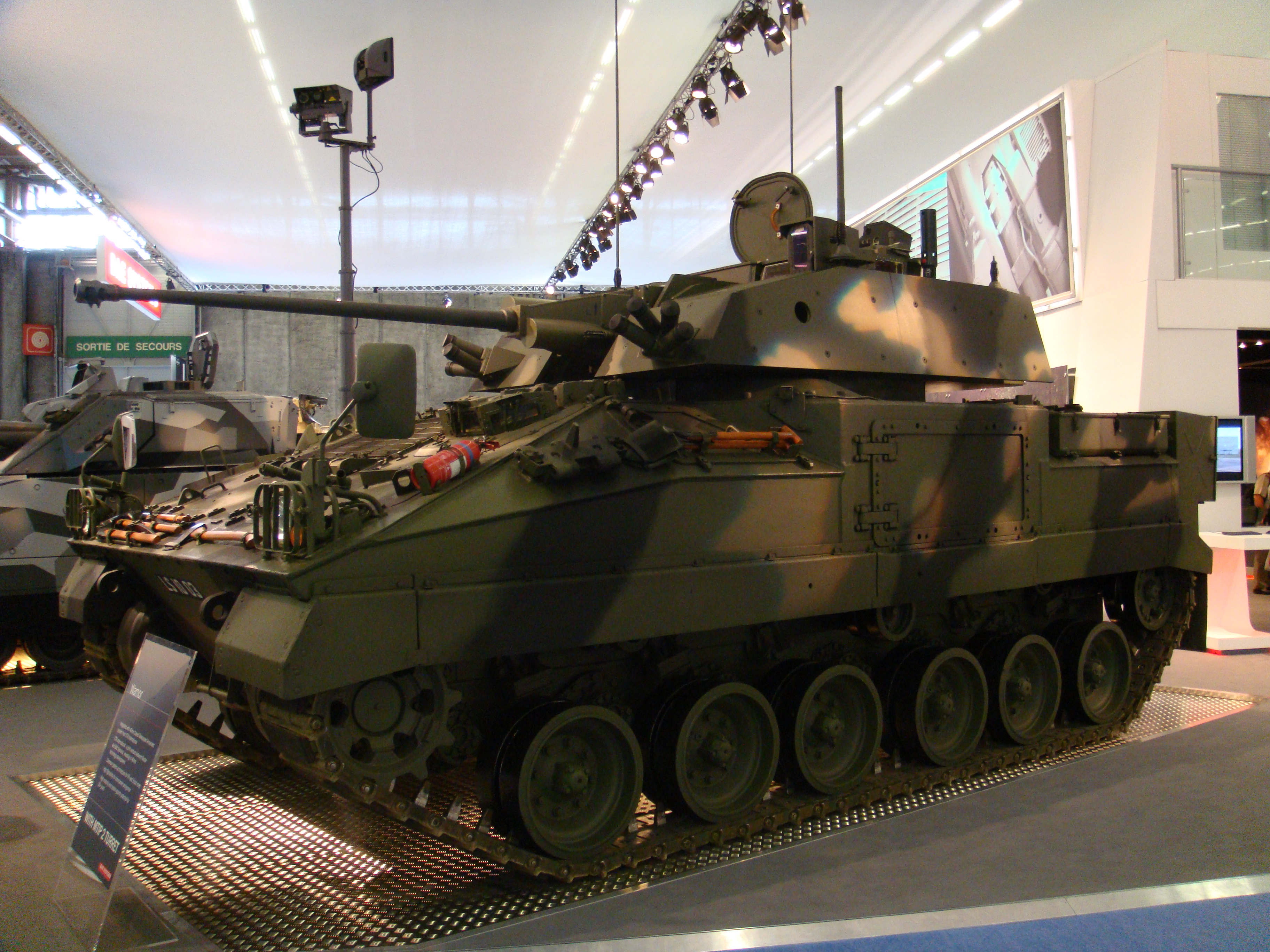
MTIP2砲塔を装備したウォーリア装甲戦闘車

- TOUTATIS（tourelle téléopérée à armement et munitions télescopées intégrés、テレスコープ弾内蔵型遠隔操作式砲塔）、遠隔操作砲塔のプロトタイプ[9]。
- T-40、EBRC ジャグア向けにNexterが設計した、内部に2名が登場する砲塔[10]。
- ロッキード・マーティン MTIP2砲塔、ウォーリア装甲戦闘車の近代化のために開発された有人砲塔
- RAPIDFire、タレスが設計した対空砲塔[11]。海軍バージョンは2018年に提示された[12]。

## 発注
RUSI陸戦会議において、マイケル・ファロン国防大臣は2015年7月1日にイギリス防省が1億5,000万ポンドの契約を締結したことを発表した。発注されたのはウォーリアおよびエイジャックス（元スカウトSV）戦闘車両に装備する515門の砲である。
ウォーリアの装甲アップグレード計画が中止された後で、2021年4月に7,000万ポンド相当の余剰の砲が売却されると推測されている。
イギリス向けに合計515門製造された中の最後の1門は、予定よりも7ヶ月早い2021年11月25日に引き渡された。イギリス陸軍のプラットっフォームでは唯一搭載が計画されているエイジャックス計画は、現時点では過度の振動が注目されている。

### 書誌
- Ferrard 2013 : Stéphane Ferrard, Le canon automatique de 40 mm CTAI, DSI, Défense et Sécurité Internationale, Décembre 2013, 98, p. 92-95.
- NEXTER. Nexter 2014. Catalogue produits et services.
- Systèmes. NEXTER Systems. ARMES ET SYSTÈMES D’ARTILLERIE. TOURELLES T40 CTA. TOURELLES DE 40 mm, p. 24 -
- Systèmes. CTA INTERNATIONAL. PRÉSENTATION., p. 54 -
- Systèmes. CTA INTERNATIONAL. 40 CTAS. CANON (CT C), p. 55 -
- Systèmes. CTA INTERNATIONAL. Systèmes. 40 CTAS. MUNITIONS TÉLESCOPÉES DE 40 mm (CTA), p. 56 -